# Baphia
Genre
Classification phylogénétique
Synonymes
- Baphia sect. Delaria (Desv.) Benth.
- Bracteolaria Hochst.
- Carpolobia G. Don
- Delaria Desv.[2]

Baphia est un genre de plantes à fleurs dicotylédones de la famille des Fabaceae, sous-famille des Faboideae, originaire des régions tropicales d'Afrique et de Madagascar, qui comprend une cinquantaine d'espèces acceptées.
Ce sont des arbres, des arbustes ou des lianes à feuilles simples. Certaines espèces sont exploitées pour leur bois.
La genre Baphia était précédemment classé dans la tribu des Sophoreae, mais des analyses récentes de phylogénétique moléculaire ont conduit à le réaffecter  à la tribu des Baphieae,,,.

## Étymologie
Le nom générique « Baphia » dérive d'une racine grecque,  βάπτω (báptō), « tremper, teindre », en référence à une teinture rouge extraite du bois de cœur (duramen) des espèces tropicales,

## Liste d'espèces
Selon The Plant List (25 juillet 2017) :
- Baphia abyssinica Brummitt
- Baphia angolensis Baker
- Baphia aurivellera Taub.
- Baphia bequaertii De Wild.
- Baphia bergeri De Wild.
- Baphia brachybotrys Harms
- Baphia breteleriana Soladoye
- Baphia buettneri Harms
- Baphia burttii Baker f.
- Baphia capparidifolia Baker
- Baphia chrysophylla Taub.
- Baphia cordifolia Harms
- Baphia cuspidata Taub.
- Baphia cymosa Breteler
- Baphia dewevrei De Wild.
- Baphia dewildeana Soladoye
- Baphia dubia De Wild.
- Baphia eriocalyx Harms
- Baphia gossweileri Baker f.
- Baphia heudelotiana Baill.
- Baphia incerta De Wild.
- Baphia kirkii Baker
- Baphia latiloi Soladoye
- Baphia laurentii De Wild.
- Baphia laurifolia Baill.
- Baphia leptobotrys Harms
- Baphia leptostemma Baill.
- Baphia letestui Pellegr.
- Baphia longipedicellata De Wild.
- Baphia macrocalyx Harms
- Baphia madagascariensis (A.Heller) A.Heller
- Baphia mambillensis Soladoye
- Baphia marceliana De Wild.
- Baphia massaiensis Taub.
- Baphia maxima Baker
- Baphia nitida Lodd.
- Baphia obanensis Baker f.
- Baphia pauloi Brummitt
- Baphia pilosa Baill.
- Baphia preussii Harms
- Baphia pubescens Hook.f.
- Baphia puguensis Brummitt
- Baphia punctulata Harms
- Baphia racemosa (Hochst.) Baker
- Baphia semseiana Brummitt
- Baphia spathacea Hook.f.
- Baphia speciosa J.B.Gillett & Brummitt
- Baphia wollastonii Baker f.